# Алупкинський історико-архітектурний заповідник
Алупкинський історико-архітектурний заповідник — палацово-парковий ансамбль у м. Алупка, побудований на замовлення М. Воронцова за проєктами архітекторів Е. Блера, В. Гунта, Ф. Ельсона упродовж 1829–1848 років.
Палац зведений у стилі пізньої англійської готики в поєднанні з мавританськими мотивами. Складається з головного, так званого Шуваловського, і бібліотечного корпусів; господарського корпусу з внутрішнім двором і парадного двору, до якого ведуть підходи у формі середньовічної архітектури фортець.
Велику цінність мають інтер'єри споруд головного та бібліотечного корпусів із дубовими різьбленими панелями, ліпними стелями, фонтанами і камінами. Їх доповнюють художні меблі, вироби з порцеляни, бронзи, творів живопису та скульптури.
Чайний будиночок у стилі класицизму є найбільшою парковою спорудою і розташований на нижній терасі парку, який амфітеатром спускається до моря. Парк запроєктовано в пейзажному стилі, три його тераси, що повторюють абриси палацу, впорядковані малими формами, скульптурними композиціями, фонтанами.
Разом із палацом парк займає 40 га, шосейною дорогою поділений на нижній і верхній.
1921 року у палаці відкрито історико-побутовий музей, 1956 року його реорганізовано у «Державний музей образотворчих мистецтв», а від 1958 року — архітектурно-художній музей. 1965 року змінив назву на Алупкинський палац-музей.
Статус заповідника палацово-парковому ансамблю надано рішенням Кримської обласної ради народних депутатів від 8 вересня 1990 року. Підпорядкований Міністерству культури АР Крим.